# Polkadot Stingray
A Polkadot Stingray (ポルカドットスティングレイ; Hepburn: Porukadotto Sutingurei, ’Pettyes rája’; rövidítve Polka) négytagú japán rockegyüttes. Lemezkiadójuk és menedzsmentjük a Universal Sigma. A zenekar „fukuokai székhelyű szuperrendkívülien stílusos gitár-rockegyüttesnek” írja le magát.

## Az együttes története

### 2014–15: Megalakulás és a kezdetek
Az együttes 2014 áprilisában alakult, miután az akkor videójáték-tervezőként dolgozó Sizuku a Twitteren tagtoborzásba kezdett. A kiírásra Muro gitáros és Micujaszu Kazuma dobos jelentkezett. A zenekar azért kapta a nevét a pettyes rájáról, mivel annak angol megnevezésének (polka-dot stingray) „hatásos” csengése van. 2014. november 19-én a fukuokai The Voodoo Lounge koncertterem színpadán megtartották az első nyilvános fellépésüket, majd pár nappal később csatlakozott hozzájuk Uemura Júki basszusgitáros. Az együttessel való tényleges foglalkozást 2015. január 11-én kezdték meg. Első kislemezük Joake no Orange (夜明けのオレンジ, ’Narancs hajnalban’) című, kizárólag a koncertjeiken árusított kislemezük. 2015. május 10-én Muro kilépett a zenekarból. 2015. június 13-án Gokuszai (極彩, ’Átütő színek’) címmel megjelent második, szintén kizárólag a koncertjeiken kapható kislemezük. 2015. augusztus 22-én megtartották első saját szervezésű fellépésüket Polkadot Stingray presents Polfes (ポルカドットスティングレイ presents『ポルフェス』) néven a Fukuoka Public Space koncertterem színpadán, majd még ugyanebben a hónapban csatlakozott hozzájuk Edzsima Harusi gitáros.

### 2015–17:Dai szeigi
2016. március 4-én Telecaster Stripe (テレキャスター・ストライプ, ’Telecaster-csík’) címmel megjelent harmadik kislemezük, ezúttal kizárólag digitális letöltés képében. A dal márciusában közzétett videóklipje 2016 szeptemberére átlépte az egymilliós megtekintés. A következő, Ningjó (人魚, ’Hableány’) című videóklipjüket a Tower Records-üzletlánc támogatásával készítették el, melyet 2016. szeptember 19-én tettek közzé, rendezője Kató Mani volt. 2016. október 15-én Polkadot Stingray presents Polfes 02: Kjószó bakutan One-man (ポルカドットスティングレイpresents『ポルフェス02　教祖爆誕ワンマン』) címmel megtartották első szólókoncertjüket a Sindzsuku Red Cloth színpadán. A jegyeket kevesebb, mint három perc alatt eladták.
2016. november 9-én a Tower Records-üzletlánc segítségével megjelent első országszerte értékesített kiadványuk, a Honenuki E.P. (骨抜きE.P., ’Halszálkacsipesz EP’) középlemez, majd a Tower Records a hónap ajánlott előadójának választotta meg őket. Az üzletlánc által ajánlott előadók kiadványait tekintve a Honenuki E.P. a Tower Records összesített év végi albumeladási listáján a második helyen végzett. 2016. november 18-án a „JFL presents For the Next 2016” koncertsorozat fukuokai állomásán az Asian Kung-Fu Generation és a Blue Encount együttesek előzenekara voltak a Fukuoka Sunpalace színpadán. Ugyanazon napon a Google Japan „Android: Miszetai sasin, patto deru” (Android : 見せたい写真、パッと出る) című internetes reklámfilmjében is szerepeltek, melynek betétdalát, Inoue Jószui Jume no naka he című számának feldolgozását is az együttes énekli fel. December 1-jén a Google Japan újabb Android-reklámot tett közzé a YouTube-fiókján Android: Toriszecu MV „Google Photo va itteru” (Android : トリセツ MV「Google フォトはいってる」) címmel, melyben ismét a zenekar tagjai szerepelnek és éneklik fel annak betétdalát.
Az együttes a Nippon TV Buzz Rhythm zenei televíziós műsorának az „idén áttörést elérő legjobb tíz előadó” listáján a második helyen végzett. 2017 februárjában Polkadot Stingray 2017 Tour: Honenuki (ポルカドットスティングレイ 2017 TOUR 骨抜き) címmel megtartották első szólókoncertsorozatukat, melyen Nagojában, Oszakában és Tokióban léptek fel. A jegyeket egy nap alatt eladták. 2017. február 19-én Electric Public (エレクトリック・パブリック) címmel közzétettek egy videóklippet, melynek forgatókönyvírója Sizuku, rendezője pedig Tósi Acunori volt. 2017. április 26-án Dai szeigi (大正義, ’Nagy igazságosság’) címmel megjelent első középlemezük, melyen Uemura kéztörése miatt Hiromi Hirohiro (tricot) és Igarasi (Hitorie) is basszusgitározott két-két dal erejéig. A kiadvány az ötödik helyen mutatkozott be az Oricon napi, illetve a hetediken a heti eladási listáján. 2017. május 3-án a Viva la Rock könnyűzenei fesztivál részeként felléptek a Saitama Super Arenában, majd két nappal később a Csiba Szoga sportparkban megrendezett Japan Jamen. 2017 júniusában Japán hat nagyvárosában turnéztak a Polkadot Stingray 2017 Tour: Dai szeigi (ポルカドットスティングレイ 2017 TOUR 大正義) elnevezésű koncertsorozat keretében. A jegyeket kevesebb, mint egy nap alatt eladták. 2017. június 22-én Synchronisica (シンクロニシカ) címmel újabb videóklipjük jelent meg, rendezője Tóicsi Acunori és Kató Miszato, míg forgatókönyvírója Sizuku volt. A videót az első 24 órában több, mint 200 000-szer nézték meg, így szerepelt a YouTube Japan „felkapott” listáján.
2017. július 13-án a Polkadot Stingray 2017 Tour: Dai szeigi koncertsorozatot a nagy érdeklődés miatt egy további fellépéssel bővítették ki, ahol bejelentették, hogy nagykiadós bemutatkozó lemezük 2017 végén a Universal Sigma kiadónál fog megjelenni. 2017 nyarán számos zenei fesztiválra meghívást kaptak, így a Join Alive-ra (július 15.), a Number Shotra (július 22.), a Rock in Japan Festivalra (augusztus 11.), a Wild Bunch Festre (augusztus 20.) és a Rush Ballra (augusztus 27.) is.

### 2017–18: Nagykiadós lemezszerződés,Zencsi zennó
2017. július 13-án a Tokyo Kinema Club színpadán bejelentették, hogy 2017 vége előtt meg fog jelenni a nagykiadós bemutatkozó lemezük a Universal Sigma jóvoltából. Szeptember 16-án Polfes 13: Hannaki kuroneko-dan dzsosi danin One-man (ポルフェス13 "半泣き黒猫団女子団員ワンマン") címmel megtartották első olyan koncertjüket, melyen kizárólag nők vehettek részt. Október 15-én, Sizuku születésnapján Polfes 14: Kjószo bakutan One-man (ポルフェス14 "教祖爆誕 ワンマン") címmel koncertet adtak, majd még ugyanaz napon megjelentették első stúdióalbumuk, a Zencsi zennó (全知全能, ’Mindentudó mindenható’) első videóklipjét, a Rem című dalhoz. Az album 2017. november 8-án jelent meg, melyet 2018. február 4. és március 24. között egy Polkadot Stingray 2018 Tour: Zencsi zennó (ポルカドットスティングレイ「2018 TOUR 全知全能」) névre keresztelt tizenkét állomásos koncertsorozattal támogattak. A lemez Short Short című dala szerepelt a PlayStation Japan Concept Movie: Bokura no mannaka ni PS4-hen (コンセプトムービー 僕らの真ん中にPS4®篇) című internetes reklámjában, a Surrender a Twenty Three Seven videójáték imázsdala volt, míg a Blue című számhoz a Mizuho Financial Group Jump! Projectjének keretében forgatott promóciós videót, melyben a vállalat közel 400 alkalmazottja táncol.

### 2018–: Icsidaidzsi
A zenekar második mini-albuma 2018. május 9-én jelent meg Icsidaidzsi címmel.

## Az együttes tagjai
- Sizuku (雫?) (1992. október 15. (32 éves)[36]

Énekes, gitáros. A zenekar összes dalának szövegét és zenéjét ő írja, illetve az együttes több videóklipjét ő rendezte, több kiadványának borítóját is ő tervezte, valamint ez együttessel kapcsolatos számos promóciós terméket is ő tervezett meg.
Gyermekkora óta kedveli a televíziós játékok háttérzenéjét, az együttes megalapítása előtt videójáték-tervezőként dolgozott, a Szavatte! Gudetama című mobiltelefonos játék rendezője is ő volt.
A Gokuszai, a Honenuki E.P., a Dai szeigi és a Zencsi zennó lemezek borítóját is ő tervezte, illetve a Joake no Orange és a Telecaster Stripe videóklipjeit is ő rendezte.
Mielőtt csatlakozott az együtteshez az Egyesült Királyságban tanult, így a dalszövegeiben elegyedik a japán és az angol nyelv, az adott nyelv használata kiemelt szerepet játszik a szövegeiben.
Kedvenc előadói között tartja számon Jonezu Kensit, illetve a CreepHyp és a tricot együtteseket. Első megvásárolt lemeze Siina Ringo Stem című kislemeze volt, a „Buzz Mothers” együttes jelentős befolyással volt a zenei tevékenységére
Van egy Vivi (ビビ; Hepburn: Bibi) nevű, 2013 augusztusában született, fekete színű norvég erdei macskája, mely a Final Fantasy IX című videójáték hasonló nevű szereplőjéről kapta a nevét. Az együttes logója is egy könnybe lábadt szemű fekete macskát ábrázol, illetve a szerzői kiadásban megjelent lemezeiket is a Hannaki Bibi Records elnevezésű saját vállalkozásukon keresztül jelentették meg.
- Edzsima Harusi (エジマハルシ?) (1995. augusztus 22. (29 éves)[36]

Gitáros.
A Providence gitárcég támogatásában áll. Elsőszámú gitárja egy a Nash Guitars által készített Telecaster Deluxe.
Gitárjátékára nagy hatással volt Kuvahara Akira (Radwimps).
- Uemura Júki (ウエムラユウキ?) (1993. október 23. (31 éves)

Basszusgitáros
Edzsimához hasonlóan a Providence gitárcég támogatásában áll.
2016. november 30-án hazafelé tartva elesett a kerékpárjával, kificamította a bal vállát és eltörte a kézfejét.
Lábadozása idejére, 2017. január 8-ig szüneteltették az együttes tevékenységét.
- Micujaszu Kazuma (ミツヤスカズマ?) (1992. június 25. (32 éves)

Dobos
A Zildjian cég támogatásában áll.

### Korábbi tagok
- Muro (ムロ?)

Gitáros.

## Zenei stílusuk
A Natalie japán zenei weboldal szerint az együttes videóklipjeiben az emberek elsősorban Sizuku „aranyosságára” figyelnek fel, azonban a koncerteken általában a többiek hangszeres teljesítménye, legfőképp Edzsima gitárjátéka váltja ki a legnagyobb figyelmet. Patrick St. Michel, az ausztrál SBS PopAsia digitális rádió munkatársa szerint a Polkadot Stingray egy „energetikus rockbanda, mely [a hangzásvilágában] hajlamos a hirtelen váltásokra, s melyet Sizuku vezető énekes dinamikus hangja helyez biztos alapokra, s mely egy másodperc leforgása alatt a kellemes pattogásból hirtelen nyersebb rikácsolásba válthat át.” St. Michel szerint az együttes a befolyásos Szótaiszeiriron által lefektetett alapokra épít, de kibővíti azokat és egyéni vonásokkal is színesíti azt, viszont, ami valóban meghatározza a csapatot az Sizuku éneklése.

## Diszkográfia

### Kislemezek
Szerzői megjelenésű

### Albumok
|               | Megjelenés        | Cím           | Formátum | Oricon        | Oricon        | Megjegyzések                                      |
| Hely          | Megjelenés        | Cím           | Formátum | Hét           |               | Megjegyzések                                      |
| Stúdióalbumok | Stúdióalbumok     | Stúdióalbumok | Stúdióalbumok | Stúdióalbumok | Stúdióalbumok | Stúdióalbumok                                     |
| ------------- | ----------------- | ------------- | --- | ------------- | ------------- | ------------------------------------------------- |
| 1.            | 2017. november 8. | Zencsi zennó  | korlátozott példányszámú A-kiadás: CD+póló／PDCS–1922 korlátozott példányszámú B-kiadás: CD+DVD／UMCK–9996 normál kiadás: CD／UMCK–1622 | 6             | TBA           | nagykiadós bemutatkozó lemez                      |
| 1.            | 2019. február 6.  | Uchōten       | korlátozott példányszámú A-kiadás: CD+póló／UMCK-7001 korlátozott példányszámú B-kiadás: CD+DVD／UMCK-7002 normál kiadás: CD／UMCK-1624 | 7             | TBA           |                                                   |
| Mini-albumok  |                   |               | |               |               |                                                   |
| 1.            | 2017. április 26. | Dai szeigi    | normál kiadás: CD／PDSCD–0002 | 7             | 18            |                                                   |
| Középlemezek  |                   |               | |               |               |                                                   |
| 1.            | 2016. november 9. | Honenuki E.P. | normál kiadás: CD／PDSCD–0001 | ―             | ―             | kizárólag a Tower Records üzleteiben volt kapható |

### Videóklipek
| Rendező                        | Dal               |
| ------------------------------ | ----------------- |
| Sizuku                         | Joake no Orange   |
| Sizuku                         | Telecaster Stripe |
| Kató Mani                      | Ningjó            |
| Tóicsi Acunori                 | Electric Public   |
| Tóicsi Acunori és Kató Miszato | Synchronisica     |
| Tóicsi Acunori és Kató Miszato | Rem               |
| Tóicsi Acunori és Kató Miszato | Surrender         |

## Fellépések

### Koncertek és koncertsorozatok
- Az együttes által szervezett rendezvények címe mind a Polfes ○○ (ポルフェス○○?) alakot követik, ahol a „○○” a sorszám. A félkövérrel kiemelt számok a sorszámok.
- A ráadáskoncertek piros színnel vannak kiemelve.

### Fesztiválok
- 2016

november 18.0 – JFM presents For the Next
- 2017

május 3.0000 – Viva la Rock
május 5.0000 – Japan Jam
július 15.0000 – Join Alive
július 22.0000 – Number Shot
augusztus 11. – Rock in Japan Festival
augusztus 20. – Wild Bunch Fest
augusztus 27. – Rush Ball
december 28. – Radio Crazy
december 29. – Countdown Japan
- 2018

április ?.000 – Arabaki Rock Fest
május 4.000 – Viva la Rock
május ?.0000 – Japan Jam

## Fordítás
- Ez a szócikk részben vagy egészben a ポルカドットスティングレイ című japán Wikipédia-szócikk ezen változatának fordításán alapul.  Az eredeti cikk szerkesztőit annak laptörténete sorolja fel. Ez a jelzés csupán a megfogalmazás eredetét és a szerzői jogokat jelzi, nem szolgál a cikkben szereplő információk forrásmegjelöléseként.